# Technische Universität Nürnberg
Die Technische Universität Nürnberg, englisch University of Technology Nuremberg (kurz: UTN), ist eine im Aufbau befindliche Technische Universität in Nürnberg, Bayern. Sie ist die erste Neugründung einer staatlichen Universität in Bayern seit 1978. Offiziell gegründet wurde die UTN am 1. Januar 2021. Seitdem werden Lehre und Forschung aufgebaut. Zudem entsteht im Nürnberger Stadtteil Lichtenreuth auf 37 Hektar Fläche ein komplett neuer Campus für die Universität. 

## Hintergrund
Die Neugründung ist Teil eines Bildungsinvestitionspaketes der bayerischen Staatsregierung für den Großraum Nürnberg. Darüber hinaus sind Investitionen von 1,5 Milliarden Euro in die Universität Erlangen-Nürnberg und 300 Millionen Euro in die Technische Hochschule Nürnberg vorgesehen.
Vorsitzender der Strukturkommission zum Aufbau der Hochschule war von 2017 bis 2019 Wolfgang A. Herrmann. Unterstützt wurde er unter anderem von Gerhard Casper. Im Dezember 2020 verabschiedete der Bayerische Landtag das „Gesetz zur Errichtung der Technischen Universität Nürnberg“  zum 1. Januar 2021.
Nach Angabe der Bayerischen Staatsregierung sind derzeit 1,2 Milliarden Euro für den Aufbau der TU Nürnberg vorgesehen. Der Wissenschaftsrat hat im Januar 2020 das Konzept gebilligt, aber auch Kritik geäußert.
Im Oktober 2023 haben die ersten acht Studenten ihr Studium an der UTN begonnen.

## Geschichte
Am 1. Januar 2021 trat Markus Zanner als Kanzler der TU Nürnberg den Dienst an. Im Februar 2021 wurde Hans Jürgen Prömel zum Gründungspräsidenten mit Amtsantritt zum 1. März 2021 benannt, zunächst für eine Amtszeit von fünf Jahren. Prömel trat jedoch bereits nach gut drei Jahren zum 31. März 2024 zurück; zu seinem Nachfolger bestimmte die bayerische Staatsregierung den Informatiker Michael Huth. Zwischen dem 1. April und dem 30. September 2024 leitete Alexander Martin interimsweise die Universität. Seit dem 1. Oktober 2024 ist Michael Huth neuer Gründungspräsident.
Im August 2021 fand am Baugelände der erste Spatenstich statt. Im Oktober 2022 wurde der Grundstein für den Bau gelegt.  Das erste Gebäude, der sogenannte Cube One, wurde im Herbst 2024 bezogen. In die Konzeption aller Bauten am Campus wird von Anfang an ein Nachhaltigkeitskonzept integriert. Seit Oktober 2021 steht nach einem Beschluss des Nürnberger Stadtrats außerdem der Name der ersten Campus-Straße fest. Sie wird nach der Astrophysikerin und Maschinenbauerin Luise Herzberg benannt.
Im Dezember 2021 hat die TU Nürnberg eine Kooperationsvereinbarung mit der Technischen Hochschule Nürnberg unterzeichnet. Die Technische Hochschule Nürnberg wird auf dem Campusgelände der TU Nürnberg einen Modulbau für Studiengänge der Gesundheitswissenschaften errichten.
Am 1. Januar 2022 trat Isa Jahnke als Gründungsvizepräsidentin für Studium, Lehre und Internationales ihren Dienst an. Als Expertin für digitale Didaktik hat sie zudem die Professur „Information Science & Learning Technologies“ inne. Seit dem 1. April 2023 ist Alexander Martin Gründungsvizepräsident für Forschung, Innovation und Entrepreneurship.
Anfang 2022 hat die TU Nürnberg das erste Department errichtet. Gründungs-Chair ist seit 1. Februar 2022 der Leibniz-Preis-Träger Wolfram Burgard. Er wird das Department Computer Science & Artificial Intelligence, vormals Engineering, aufbauen und mit dem Bereich Künstliche Intelligenz und Robotik einen ersten Schwerpunkt an der TU Nürnberg setzen. Das zweite Department Liberal Arts & Social Sciences, vormals Liberal Arts and Sciences, wird seit 1. April 2023 von der Altphilologin und Leibniz-Preis-Trägerin Gyburg Uhlmann geleitet.
Der Lehrbetrieb ist im Wintersemester 2023/2024 mit dem englischsprachigen Masterstudiengang AI and Robotics gestartet.

## Gliederung
Die Universität gliedert sich derzeit in zwei Departments, was sich grob mit Fakultäten vergleichen lässt.
- Department Computer Science & Artificial Intelligence (vormals Engineering)
- Department Liberal Arts & Social Sciences (vormals Liberal Arts and Sciences)

Am 14. November 2024 gab die Universität bekannt, dass die bis dato bestehenden Departments Engineering und Liberal Arts and Sciences umbenannt werden in Computer Science & Artificial Intelligence bzw. Liberal Arts & Social Sciences. Außerdem soll bis 2030 der nächste Entwicklungsschritt folgen: die Etablierung von drei neuen Departments mit den Namen Biological Engineering, Mechatronic Engineering und Natural Sciences.

## Studienkonzept
Die neue Technische Universität Nürnberg soll mit ihrem interdisziplinären Ansatz zwischen Technik-, Natur-, Sozial- und Geisteswissenschaften „bundesweiten Modellcharakter“ haben und ein „völlig neues universitäres Denken“ entwickeln.
Statt Fakultäten gibt es an der TU Nürnberg so genannte Departments. Das erste fasst unter dem Namen Computer Science & Artificial Intelligence technikwissenschaftliche Disziplinen zusammen. Das zweite Department nennt sich Liberal Arts & Social Sciences. Hier werden Geisteswissenschaften, Sozialwissenschaften, Naturwissenschaften und Mathematik gebündelt. Auch werden an der UTN keine klassischen Studiengänge angeboten, sondern vielmehr interdisziplinäre, die von den Studierenden modular zusammengestellt werden können.
Eines der großen Ziele der TU Nürnberg ist es, die Ingenieurwissenschaften mit anderen Themenfeldern der Gesellschaft zu vernetzen. Weitere Besonderheiten, neben dem interdisziplinären Ansatz, sind die digitale und internationale Ausrichtung; Vorlesungen sollen an der UTN überwiegend in englischer Sprache gehalten werden.
Geplant ist langfristig ein Volumen von 200 bis 240 Professuren, 1.800 bis 2.000 Mitarbeitenden und 5.000 bis 6.000 Studierenden, um ein Betreuungsverhältnis von einer Professorin beziehungsweise einem Professor zu 25 Studierenden sicherzustellen.

## Lage

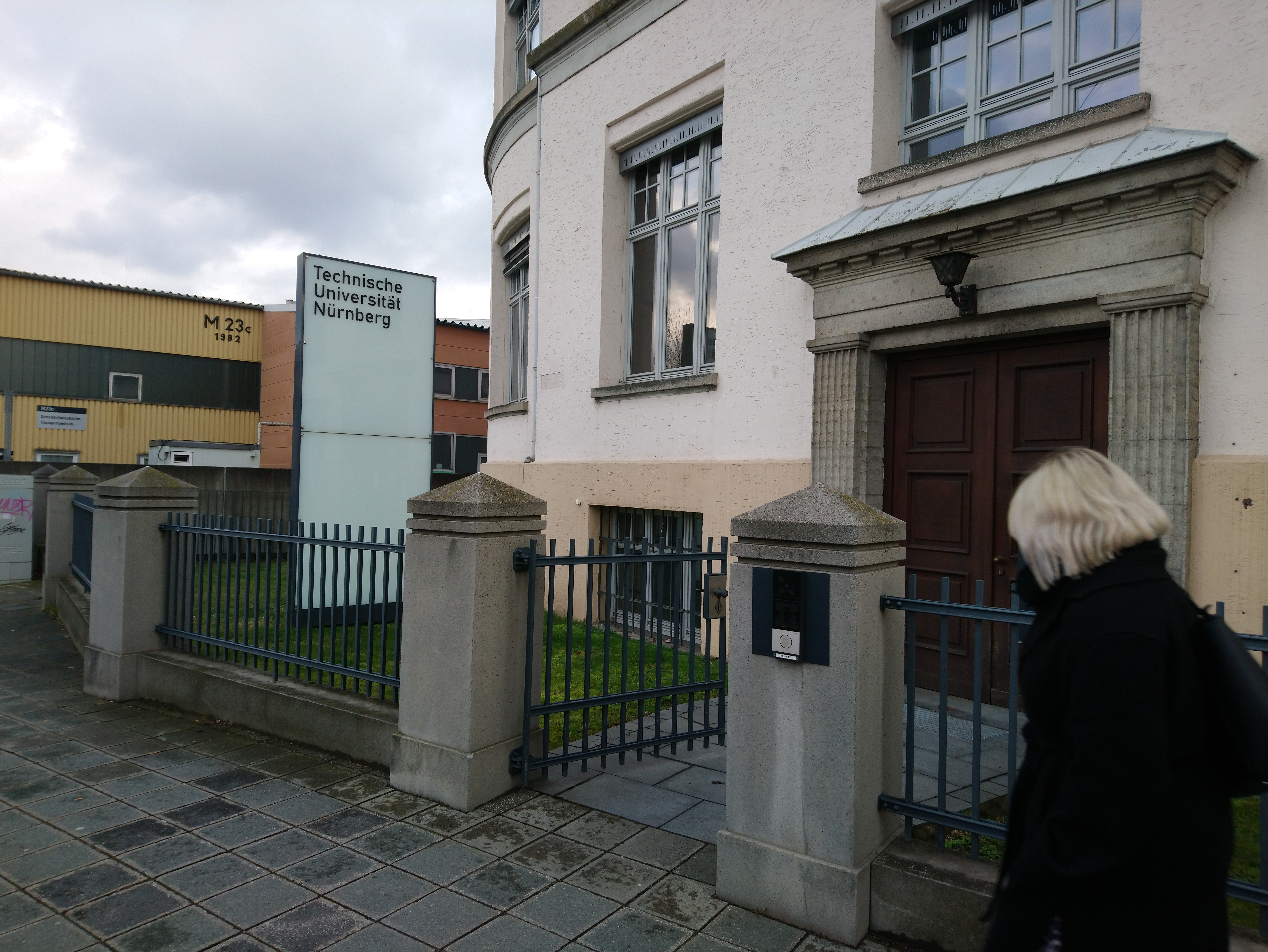
UTN Haupteingang

Im Süden Nürnbergs, im statistischen Stadtteil 4 Südliche Außenstadt, im statistischen Bezirk 41 Rangierbahnhof, soll der etwa 37 Hektar große Universitäts-Campus entstehen. Dieser soll Teil des neuen Stadtteils Lichtenreuth werden. Das für die TU Nürnberg vorgesehene Areal umfasst rund 37 Hektar und liegt an der Brunecker Straße, im Bereich der alten Umladehallen des stillgelegten Güterbahnhofs Nürnberg Süd, zwischen Eisenbahnausbesserungswerk und Münchener Straße. Das Areal wurde in den letzten 20 Jahren im Wesentlichen nur als Großparkplatz und Schrottplatz genutzt.
Die Kommission wählte für die Struktur- und Rahmenplanung einen Entwurf des Planungsteams von Ferdinand Heide Architekten und TOPOS. Ausschlaggebend für die Entscheidung waren Themen wie Mobilität, Klimaneutralität, Nachhaltigkeit, Energie, Natur- und Artenschutz sowie stadträumliche Aspekte. In der Struktur gruppieren sich die Baufelder der Departments um eine grüne Mitte. Zudem sollen auf dem Campus Gebäude für die Verwaltung, Technik, Logistik sowie ein Studentenwohnheim entstehen. Der Spatenstich fand im August 2021 statt.
Rund acht Monate nach der Universitätsgründung begannen die Bauarbeiten am ersten Gebäude. Im sogenannten Cube One werden vorrangig das Gründungspräsidium, Teile der Verwaltung und verschiedene zentrale Einrichtungen ihre Räume beziehen. Mit einer Nutzfläche von 2.500 Quadratmetern bietet das Gebäude Platz für rund 120 Personen. Laut Planungen umfasst Cube One sechs Stockwerke und wird als Holzbau errichtet. Der Kern besteht aus recyceltem Beton. Durch die Bauweise hat das Gebäude einen sehr geringen Energiebedarf und erfüllt den Passivhausstandard. Eine Photovoltaikanlage auf dem Dach erzeugt zum Teil die benötigte Energie. Zwei der Fassaden werden mit einem Rankgerüst versehen und großflächig begrünt. Die Pflanzen dienen als natürlicher Sonnenschutz und die Verdunstungskälte der Pflanzen soll wie eine biologische Klimaanlage die Umgebung und angrenzende Bebauungen kühlen. Geplante Fertigstellung des Cube One ist Mitte 2024.
Bis zur Fertigstellung der ersten Neubauten auf dem Areal an der Brunecker Straße ist die Universität interimsweise im Komplex „The Plant“ in der Ulmenstraße eingezogen.

## Kritik

### Doppelangebote in der Region
Kritik kommt von den Oppositionsparteien im Bayerischen Landtag, da, in unmittelbarer Nachbarschaft zur Universität Erlangen-Nürnberg mit ihrer technischen Fakultät und der Technischen Hochschule Nürnberg Georg Simon Ohm, Doppelstrukturen geschaffen wurden.

### Abbruch der Umladehallen

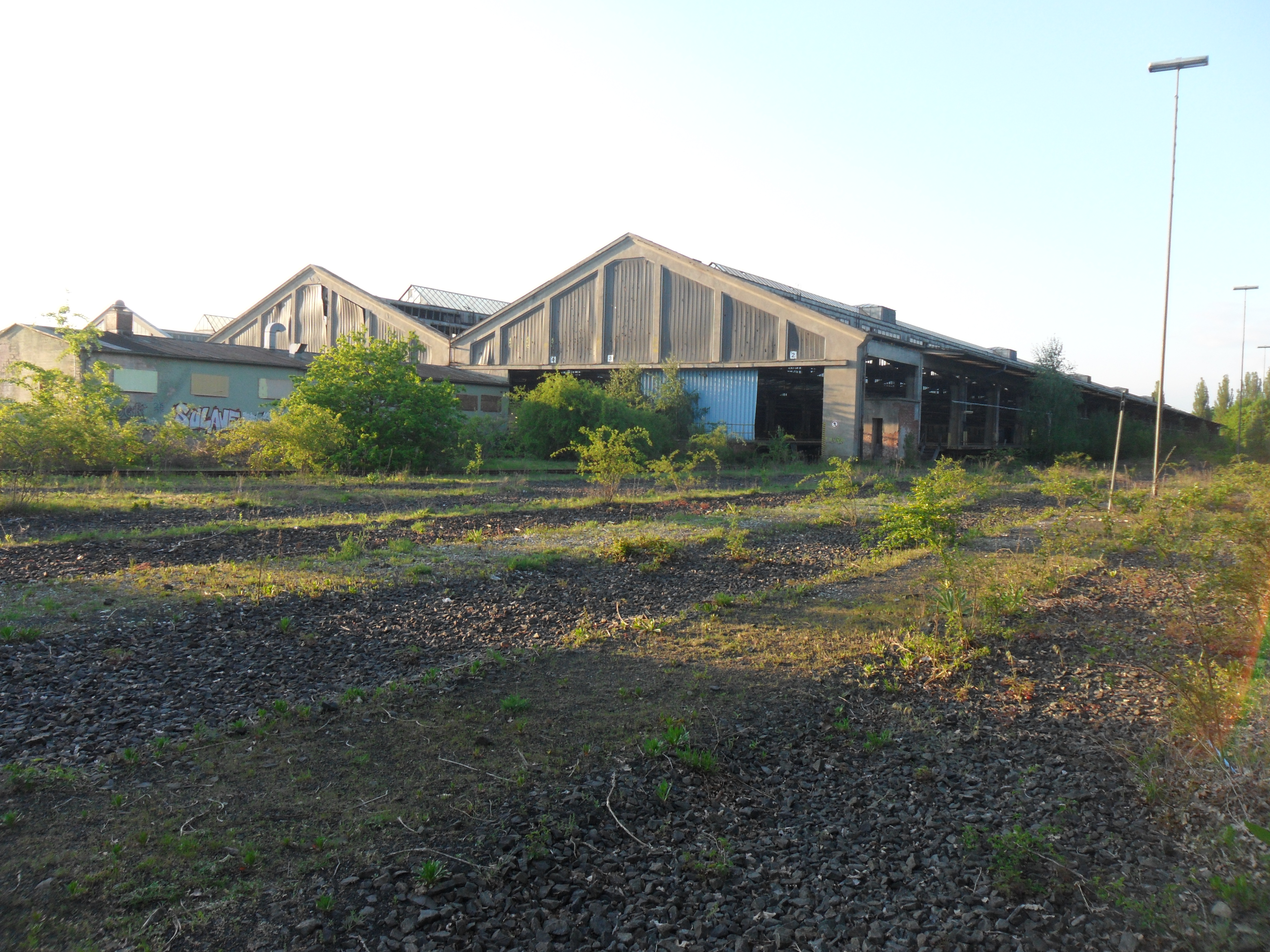
Für die TU Nürnberg wurden die ehemalige Umladehallen des Südbahnhofs abgerissen

Die alten Umladehallen am Südbahnhof wurden abgerissen, statt wie vorgeschlagen, sie nach Vorbild der Station F in Paris in die Technische Universität zu integrieren. Die Stadtbild-Initiative Nürnberg erhob Vorwürfe, u. a. des „Vandalismus“.